# 國家報 (阿聯)
《國家報》（英語：The National）或譯《國民報》是於阿拉伯聯合大公國阿布達比出版的一份英語日報，於2008年4月17日創刊。2016年11月，國際媒體投資公司（IMI）自原母公司阿布達比媒體（ADM）收購《國家報》，並於2017年7月1日復刊，由米娜·阿－歐拉比（Mina Al-Oraibi）擔任主編。

## 歷史和概述
原阿布達比媒體旗下的《國家報》於2008年4月17日創刊，該媒體公司由政府擁有並同時經營其他出版物，包括《Aletihad》、時尚雜誌《Zahrat Al Khaleej》、《National Geographic Al Arabiya》（和美國《國家地理》合作）。2016年，《國家報》被國際媒體投資公司（IMI）收購，該公司為阿布達比媒體投資公司（Abu Dhabi Media Investment Corporation）的子公司。《國家報》先前曾有過三位主編，分別為穆罕默德·奧·奧泰巴（Mohammed Al Otaiba，自2014年2月至2016年10月）、哈桑·法塔赫（Hassan Fattah，自2009年6月至2013年10月）和馬丁·紐蘭（自2008年4月至2009年6月）。
《國家報》承諾效仿西方報章標準，並「幫助社會發展」（help society evolve），該報聲稱自己為中東地區的一個異類，因為大多數的中東媒體均受到政府的嚴格管控。而在轉為私人公司擁有前，《國家報》已有幾位編輯團隊的高層辭職，原因是該報在報導涉及敏感議題及阿布達比相關新聞時無法自行決定。但該報表示成立的主要目的是為以相對不同調的新聞得到國際社會對政府的尊重。
《國家報》在最初的出版過程中招聘了200名員工，該報自美國《華爾街日報》、《紐約時報》和英國《每日電訊報》等媒體發布招募廣告。前主編馬丁·紐蘭曾在2003年至2005年擔任《每日電訊報》的編輯，在進入《國家報》時亦有多個電訊報員工跟隨其加入，包括科林·蘭德爾（Colin Randall，前電訊報新聞執行編輯）、蘇·瑞安（Sue Ryan，前主筆）和高級攝影師斯蒂芬·洛克（Stephen Lock，曾在電訊報報導國際時尚新聞）。

## 內容
《國家報》分為五個區塊，包括新聞、商業、觀點、藝術與生活方式和體育，並會在每周五推出周末版，內容包括本地和國際新聞、商業、體育、藝術與生活、旅遊與汽車。另外，《國家報》亦會出版兩本雜誌《Ultratravel》（季刊）及《Luxury》（月刊）。

## 批評和爭議
2012年《美國新聞學評論》一篇文章中，前外國事務部編輯湯姆·歐哈拉（Tom O'Hara）認為《國家報》的報導偏向阿聯政府，他表示該報有一套「細密的審查程序」，其直接影響報紙的報導用詞，如禁止使用「波斯灣」一詞，同時避免報導被認為對阿聯皇室不利的新聞、利比亞危機、維基解密和LGBT權利等議題。
《新共和》於2013年2月報導，《國家報》未能達成創立時所獲得的高度期望，該周刊表示在過去的五年裡，報紙的新聞編輯部發生了一系列的危機，「該報管理和領導的緊張關係一直在幕後醞釀，領導層的變動、預算的削減、內鬨及自我審查的指控，使該報失去許多重要人才」。報導中描述了該報自我審查的例子，並稱該情況是「關於在被審查的社會中從事新聞工作的一個警示」。

## 外部連結
- 國家報